# Distretto di Oqqurgan
Il distretto di Oqqurgan (usbeco Oqqo`rg`on) è uno dei 15 distretti della Regione di Tashkent, in Uzbekistan. Il capoluogo è Oqqurgan.